# Unix-háborúk

Az Unix családfája

A Unix-háborúk (angolul Unix wars) néven ismert az a harc a Unix számítógép- és operációsrendszer-gyártók (vendors) között, amely az 1980-as évek végén és az 1990-es évek elején zajlott le, egészen a Unix-szabványok megalkotásáig. A közvélekedés szerint a csaták ártottak a Unix piaci fogadtatásának, így rést alkottak, mely teret engedett a Windows NT operációs rendszernek.
Az 1980-as évek közepén alapvetően két Unix-variáns létezett: a BSD a Kaliforniai Egyetemtől és a System V az AT&T-től. Mindkettőt a korábbi Version 7 Unixből származtatjuk, de jelentősen szétváltak (ez a konfliktus ismert UNIX-háborúkként is). Az egyéb terjesztők által készített Unix-verziók valamennyire mind különböztek egymástól.
1984-ben egy gyártókból alakult csoport megalakította az X/Open standards csoportot, azzal a céllal, hogy kompatibilis nyitott rendszert alakítsanak ki. A Unixot választották alapnak, hogy megalkossák saját rendszerüket.
Az X/Open magára vonta AT&T figyelmét. Hogy növeljék a Unix egységességét, az AT&T és a legfőbb BSD Unix-terjesztő, a Sun Microsystems 1987-ben elkezdett dolgozni egy egységesített rendszeren. Ennek lehetőségét már pár évvel korábban mutatta az, hogy az Egyesült Államok Hadseregének Ballisztikai Kutatólaboratóriuma létrehozta System V-környezetét a BSD Unixhoz. Ezt adták ki végül System V Release 4 (SVR4) néven.
Bár a döntés a vásárlók és a szaksajtó kedvére volt, a Unixot licencelők attól féltek, a Sun igazságtalan előnyhöz jut. Ezért megalapították az Open Software Foundationt (OSF), és kiadták az OSF/1-et, mely sokkal inkább a BSD-n alapult. Az AT&T és a licenctulajdonosok egy másik csoportja pedig megalakította a UNIX Internationalt. A technikai kérdéseket hamarosan a háttérbe szorította a két, „nyitott” verziójú Unix heves, nyíltan zajló kereskedelmi versenye. Az X/Open a középső mezőnyben maradt.
1993 márciusában az UI és az OSF a fő résztvevői megalakították a Common Open Software Environment (COSE) szövetséget, mellyel hatásosan véget vetettek a Unix-háborúk legfontosabb időszakának. Júniusban az AT&T eladta a UNIX-ban való érdekeltségeit a Novellnek, ami októberben az X/Open-nek adta át a Unix márkanevet. A következő évben az UI és az OSF egyesültek és megtartották az OSF nevet.
1996-ban az X/Open és az új OSF összeolvadásával megalakult az Open Group. A COSE olyan munkái, mint a Single UNIX Specification, az „eredeti” Unix az aktuális szabványa jelenleg az Open Group felelőssége. A Unix piaci hírneve azonban a háborúk következtében visszavonhatatlanul károsodott.
Azóta alkalmanként kirobban a Unix-klikkviszály, de hamar ki is alszik: 1998-ban a HP/SCO „3DA” szövetség, és még ugyanabban az évben a Project Monterey körül alakult ki hasonló. Az SCO, a Sequent és az Intel közti konfliktust bírósági eljárás is követte. 2003-ban (lásd SCO v.IBM) az IBM és az új SCO, korábban Caldera között robbant ki komoly viszály.